# O Diabo Veste Prada (filme)
The Devil Wears Prada (bra/prt: O Diabo Veste Prada) é um filme de comédia dramática de 2006, dirigido por David Frankel e produzido por Wendy Finerman. O roteiro, escrito por Aline Brosh McKenna, é baseado no livro de mesmo nome de 2003 de Lauren Weisberger. A adaptação cinematográfica é estrelada por Meryl Streep como Miranda Priestly, uma poderosa editora de revista de moda, e Anne Hathaway como Andrea "Andy" Sachs, formada que vai para Nova Iorque e consegue um emprego como co-assistente de Priestly. Emily Blunt e Stanley Tucci co-estrelam como a co-assistente Emily Charlton e o diretor de arte Nigel, respectivamente.
Em 2003, a 20th Century Fox comprou os direitos de uma adaptação cinematográfica do livro de Weisburger antes de ser concluído para publicação. No entanto, o projeto não recebeu sinal verde até que Streep foi escalado para o papel principal. As filmagens duraram 57 dias, ocorrendo principalmente em Nova Iorque de outubro de 2005 a dezembro do mesmo ano, com filmagem adicional em Paris.
Depois de estrear no LA Film Fest em 22 de junho de 2006, o filme foi lançado nos cinemas nos Estados Unidos em 30 de junho. O filme recebeu críticas positivas dos críticos, com a atuação de Streep sendo elogiada. Isso lhe rendeu muitas indicações a premiações, incluindo uma indicação ao Oscar de Melhor Atriz, bem como o Globo de Ouro de Melhor Atriz em Comédia ou Musical. Blunt também atraiu críticas favoráveis e indicações pela sua atuação. O filme arrecadou mais de US$ 300 milhões em todo o mundo, contra seu orçamento de US$ 41 milhões, e foi o 12º filme de maior bilheteria do mundo em 2006.
Embora o filme seja ambientado no mundo da moda, a maioria dos estilistas e outros notáveis da moda evitou aparecer como eles mesmos por temer desagradar Anna Wintour, editora da Vogue dos Estados Unidos, que acredita-se ser a inspiração para Priestly. Ainda assim, muitos permitiram que suas roupas e acessórios fossem usados no filme, tornando-o um dos filmes mais dispendiosamente trajado da história. Wintour mais tarde superou seu ceticismo inicial, dizendo que gostou do filme e Streep em particular.

## Enredo
A comédia mostra Andrea Sachs, uma jovem que conquistou um emprego na revista Runaway Magazine, a mais importante do gênero de moda em Nova Iorque. Ela passa a trabalhar como a assistente da principal executiva Miranda Priestly. Apesar da chance, Andrea logo percebe que trabalhar com Miranda não é tão fácil.

## Elenco
- Meryl Streep como Miranda Priestly
- Anne Hathaway como Andrea "Andy" Sachs
- Emily Blunt como Emily Charlton
- Stanley Tucci como Nigel Kipling
- Simon Baker como Christian Thompson
- Adrian Grenier como Nate Cooper
- Gisele Bündchen como Serena
- Tracie Thoms como Lily
- Rich Sommer como Doug
- Daniel Sunjata como James Holt
- Colleen Dengel como Caroline Priestly
- Suzanne Dengel como Cassidy Priestly
- David Marshall Grant como Richard Sachs
- Tibor Feldman como Irv Ravitz
- Rebecca Mader como Jocelyn
- Alyssa Sutherland como Clacker
- Stephanie Szostak como Jacqueline Follet
- David Callegati como Massimo
- Paul Keany como porteiro St. Regis

## Produção
Quando fizemos isso, eu era ingênua. Agora sei como é raro encontrar situações em que as estrelas se alinham. Aline Brosh McKenna, roteirista
O diretor David Frankel e a produtora Wendy Finerman leram originalmente The Devil Wears Prada em forma de proposta de livro. Seria a segunda peça teatral de Frankel e a primeira em mais de uma década. Ele, o diretor de fotografia Florian Ballhaus e a figurinista Patricia Field se valeram de sua experiência em fazer Sex and the City.
Frankel relembra toda a experiência como tendo altos riscos para os envolvidos, já que para si e para os outros por trás da câmera era o maior projeto que eles haviam tentado, com recursos pouco adequados. "Sabíamos que estávamos em um gelo muito fino", disse ele à Variety em um artigo de 2016 sobre o décimo aniversário do filme. "Era possível que este pudesse ser o fim da estrada para nós."

### Pré-produção
A Fox comprou os direitos do livro de Weisberger antes de ser publicado em 2003, mas chegou a ser finalizado. Carla Hecken, então vice-presidente executiva do estúdio, só tinha visto as primeiras cem páginas de manuscritos e um esboço de como o resto da trama deveria ir. Mas para ela isso era suficiente. "Eu pensei que Miranda Priestly foi uma das maiores vilões de todos os tempos", ela lembrou em 2016. "Eu me lembro que nós agressivamente entramos e pegamos."

#### Roteiro
O trabalho para o roteiro começou imediatamente, antes que Weisberger terminasse seu trabalho. Quando se tornou um best-seller após a publicação, elementos da trama foram incorporados ao roteiro em andamento. A maioria se inspirou no filme Zoolander, de Ben Stiller, de 2001, e satirizou principalmente a indústria da moda. Mas ainda não estava pronto para filmar. Elizabeth Gabler, mais tarde chefe de produção da Fox, observou que o livro finalizado não tinha uma narrativa forte. "Como não havia um terceiro ato forte no livro", disse ela mais tarde, "precisávamos inventar isso".
Nesse meio tempo, o estúdio e produtor Wendy Finerman procuraram um diretor. De muitos candidatos com experiência em comédia, David Frankel foi contratado apesar de sua experiência limitada, tendo feito apenas um longa, Miami Rhapsody, juntamente com alguns episódios de Sex and the City e Entourage. Ele não tinha certeza sobre o projeto, chamando-a de "indetectável... uma sátira ao invés de uma história de amor". Mais tarde, ele citou Unzipped, o documentário de 1995 sobre o designer Isaac Mizrahi, como seu modelo para a atitude do filme em relação à moda: "Revela um pouco da bobagem do mundo da moda, mas também é muito sério".
Em uma reunião com Finerman, Frankel disse a ela que achava que a história punia Miranda desnecessariamente. "Minha opinião era de que deveríamos ser gratos pela excelência. Por que as pessoas excelentes têm que ser legais?" Ele se preparou para seguir em frente e considerar mais roteiros. Dois dias depois, seu gerente o persuadiu a reconsiderar e procurar por algo de que gostasse e que pudesse moldar o filme. Ele aceitou o trabalho, dando notas extensas a Finerman sobre o roteiro e definindo uma visão detalhada do filme.
Quatro roteiristas trabalharam no projeto. Peter Hedges escreveu o primeiro rascunho, mas não achou que poderia fazer mais; outro escritor passou. Paul Rudnick fez um trabalho sobre as cenas de Miranda, seguido por uma reescrita de Don Roos. Depois disso, Aline Brosh McKenna, que foi capaz de relatar suas próprias experiências jovens tentando lançar uma carreira de jornalismo em Nova Iorque para a história, produziu um rascunho depois de um mês de trabalho que atingiu o equilíbrio certo para Finerman e Frankel, cujas notas foram incorporadas em uma versão final, reorganizando o enredo de forma significativa, seguindo menos o livro e focando a história no conflito entre Andrea e Miranda. Ela encontrou a experiência de escrever uma história com protagonistas femininas que não se centraram em um relacionamento "muito libertador... senti que podia fazer o que o filme queria ser, uma história de Fausto, uma Wall Street para mulheres."
McKenna também atenuou inicialmente a mesquinharia de Miranda a pedido de Finerman e Frankel, apenas para restaurá-lo mais tarde para Streep. Mais tarde, ela citou Don Rickles como sua principal influência para os insultos no diálogo; antes mesmo de começar a trabalhar no roteiro que ela havia inventado com Miranda "Arrisque-se. Contrate a garota esperta e gorda", que ela sentiu resumindo a disparidade entre Andy e o mundo em que se encontrava.
McKenna consultou com conhecidos que trabalhavam na moda para tornar seu roteiro mais realista. Em uma palestra da British Academy of Film and Television Arts de 2010, ela contou sobre uma cena que foi alterada após uma dessas críticas, onde Nigel disse a Andy para não reclamar tanto sobre seu trabalho. Originalmente, ela tornara seu discurso mais estimulante; no entanto, um desses conhecidos disse que isso não aconteceria.

#### Discurso cerúleo
O "discurso cerúleo", em que Miranda desenha a conexão entre a moda de designer nas páginas da Runway e o suéter de Andy Cerulean, criticando o esnobismo de Andy sobre a moda e explicando o efeito de trickle-down, teve suas origens em uma cena recortada de rascunhos anteriores que Streep pediu para restaurar. Ela cresceu lentamente de algumas linhas em que a editora menosprezou o senso de moda de sua assistente para um discurso sobre "porque ela achava que a moda era importante... Ela está tão consciente de que está afetando bilhões de pessoas, e o que elas escolhem do chão e o que estão colocando em seus corpos pela manhã." Streep disse em 2016 que ela estava interessada em "a responsabilidade de mentir sobre os ombros de uma mulher que era a chefe de uma marca global... Essa cena não era sobre a diversão da moda, era sobre marketing e negócios".
McKenna lembra que ela continuou expandindo para se adequar a Streep e Frankel, mas mesmo alguns dias antes da data marcada para filmar, ela não tinha certeza se seria usada ou mesmo filmada. Ela estava revisando-a em um Starbucks próximo quando percebeu que Miranda descreveria algo não apenas como azul — escolhido como a cor do suéter de Andy, já que funcionaria melhor na cena — mas, em vez disso, usaria um tom exato. De uma lista de tons que McKenna enviou, Streep escolheu cerúleo; o discurso final ocupa quase uma página do roteiro, ansioso por um filme mainstream. "Eu estava tipo, seria legal se metade disso terminasse no filme", diz o escritor. "Cada palavra está no filme." As referências a coleções de designers anteriores são inteiramente fictícias, explica McKenna, uma vez que o discurso foi escrito em torno da cor do suéter (no entanto, Huffington Post mais tarde apontou, designers muitas vezes tomam sua inspiração de moda das ruas).
O discurso se tornou um dos momentos mais memoráveis do filme; o "Monólogo de assinatura de Miranda" para The Ringer. Liz Jones, ex-editora da britânica Marie Claire, disse que "Um raro vislumbre de como até mesmo os mais extravagantes e extremos expoentes da moda influenciam e enriquecem todas as nossas vidas, mesmo que só façamos compras na Marks & Spencer ou na Gap."

#### Escolha do elenco
Assim que o roteiro terminou, os cineastas e a Fox se concentraram em fazer Meryl Streep interpretar Miranda; Hacken lembrou que ela era vista como tão perfeita para o papel que ninguém discutira alternativas (embora McKenna se lembre de escrever um diálogo provisório se os produtores tivessem que se contentar com outra atriz). Weisberger, que inicialmente não conseguia imaginar Streep fazendo o papel, lembrou que, depois de vê-la no set, era "claro como cristal" que ela era perfeita para o papel.
A notícia de que Streep se encontraria com Frankel foi celebrada na Fox. Mas, embora Streep, por sua vez, soubesse que o filme poderia ser muito bem-sucedido, ela sentiu que o pagamento que estava sendo oferecido por interpretar Miranda era "ligeiramente, se não insultante, talvez não refletisse meu valor real para o projeto". Os produtores aumentaram para cerca de US$ 4 milhões, e ela assinou, permitindo que a Fox continuassem em frente com o filme. Segundo Frankel, Streep viu o filme como uma chance de "espetar os doyennes do mundo da moda". Ela tem três filhas e, como uma feminista fervorosa, achava que as revistas de moda "distorcia as mentes de jovens mulheres ao redor do mundo e de suas prioridades. Essa era uma maneira interessante de voltar para elas." Além disso, ela disse, o filme passou no teste de Bechdel.
Ela insistiu nas cenas em que explica a Andy a conexão entre o suéter azul que ela está usando e a indústria de alta costura, e a cena em que Miranda brevemente se abre para Andy, sem maquiagem, sobre seu divórcio. "Eu queria", ela explicou, "ver aquele rosto sem seu brilho protetor, para vislumbrar a mulher da empresária".
A escolha para intérprete de Andy foi menos claro. A Fox queria uma atriz mais jovem, e sentiu que Rachel McAdams, depois de obter sucessos em The Notebook e Mean Girls, ajudaria as perspectivas comerciais do filme. No entanto, ela recusou várias ofertas para interpretar Andy, dizendo ao estúdio que ela estava tentando evitar projetos mainstream por um tempo. Hathaway, ao contrário, buscou ativamente a parte, traçando "contrate-me" na mesa de Hacken, quando ela falou sobre o projeto com o executivo. Enquanto Frankel gostava dela o suficiente para não exigir que ela fizesse o teste, ela sabia que não era a primeira escolha do estúdio e tinha que ser paciente (outros relatos dizem que ela foi a única atriz considerada para o papel). A chefe de produção da Fox, Elizabeth Gabler, disse que o estúdio não percebeu o quanto sua audiência era forte depois dos filmes Princess Diaries. Ela levou o papel para trabalhar com Strep, mas também devido a alguns aspectos pessoais. Ela comemorou quando soube que tinha conseguido o papel.
Mais de uma centena de atrizes foram consideradas para Emily antes que uma das agentes de elenco gravasse Emily Blunt lendo algumas das falas em outras partes do lote da Fox quando ela estava saindo para seu voo para Londres após sua audição para Eragon. Embora ela os tenha lido em seu sotaque britânico nativo, apesar de o personagem ter sido escrito tão americano quanto no romance, Frankel estava interessado; Finerman gostava dela por seu senso de humor.

## Recepção da crítica
O filme tem recepção favorável pela crítica profissional. Com a pontuação de 76% em base de 186 avaliações, o Rotten Tomatoes chegou ao consenso: "Um filme raro que supera a qualidade de sua nova fonte, este Diabo é um espirituoso expor de cenário de moda em Nova Iorque, com Meryl Streep em sua melhor forma e Anne Hathaway mais do que segura".

## Prêmios e indicações
| Ano  | Prêmio                        | Categoria                                     | Indicação                        | Resultado |
| ---- | ----------------------------- | --------------------------------------------- | -------------------------------- | --------- |
| 2006 | Prêmios Satellite             | Melhor Filme – Comédia ou Musical             | The Devil Wears Prada            | Indicado  |
| 2006 | Prêmios Satellite             | Melhor Atriz – Comédia ou Musical             | Meryl Streep                     | Venceu    |
| 2006 | Prêmios Satellite             | Melhor Figurino                               | Patricia Field                   | Venceu    |
| 2007 | Oscar                         | Melhor Atriz                                  | Meryl Streep                     | Indicada  |
| 2007 | Oscar                         | Melhor Figurino                               | Patricia Field                   | Indicada  |
| 2007 | British Academy Film Awards   | Melhor Atriz em Cinema                        | Meryl Streep                     | Indicada  |
| 2007 | British Academy Film Awards   | Melhor Atriz Coadjuvante – Cinema             | Emily Blunt                      | Indicada  |
| 2007 | British Academy Film Awards   | Melhor Roteiro Adaptado                       | Aline Brosh McKenna              | Indicada  |
| 2007 | British Academy Film Awards   | Melhor Figurino                               | Patricia Field                   | Indicada  |
| 2007 | British Academy Film Awards   | Melhor Maquiagem e Caracterização             | Nicki Ledermann Angel De Angelis | Indicadas |
| 2007 | Prêmios Globo de Ouro         | Melhor Filme – Comédia ou Musical             | The Devil Wears Prada            | Indicado  |
| 2007 | Prêmios Globo de Ouro         | Melhor Atriz – Comédia ou Musical             | Meryl Streep                     | Venceu    |
| 2007 | Prêmios Globo de Ouro         | Melhor Atriz Coadjuvante – Comédia ou Musical | Emily Blunt                      | Indicada  |
| 2007 | Prêmios Critics' Choice Movie | Melhor Comédia                                | The Devil Wears Prada            | Indicado  |
| 2007 | Prêmios Critics' Choice Movie | Melhor Atriz – Cinema                         | Meryl Streep                     | Indicada  |
| 2007 | Screen Actors Guild Awards    | Melhor Atriz Principal – Cinema               | Meryl Streep                     | Indicada  |